# Madame Pangon
Madame Pangon est le nom d’une maison parisienne de mode et d’objets de décoration créée dans les années 1910 par Marguerite Pangon (née Marguerite Antoinette Désirée Fonrobert le 5 mars 1872 et morte le 13 décembre 1969), connue pour avoir importé en France la technique javanaise du Batik. Nièce du critique d’art Émile Durand-Gréville, Marguerite Pangon n’a pas fait l’objet de biographies faute de témoignages et l’histoire de sa maison reste en grande partie inconnue,. Elle ne se définissait pas comme couturier, mais comme artiste-décorateur, son travail stylistique de couture s’apparentant à celui de peintre.

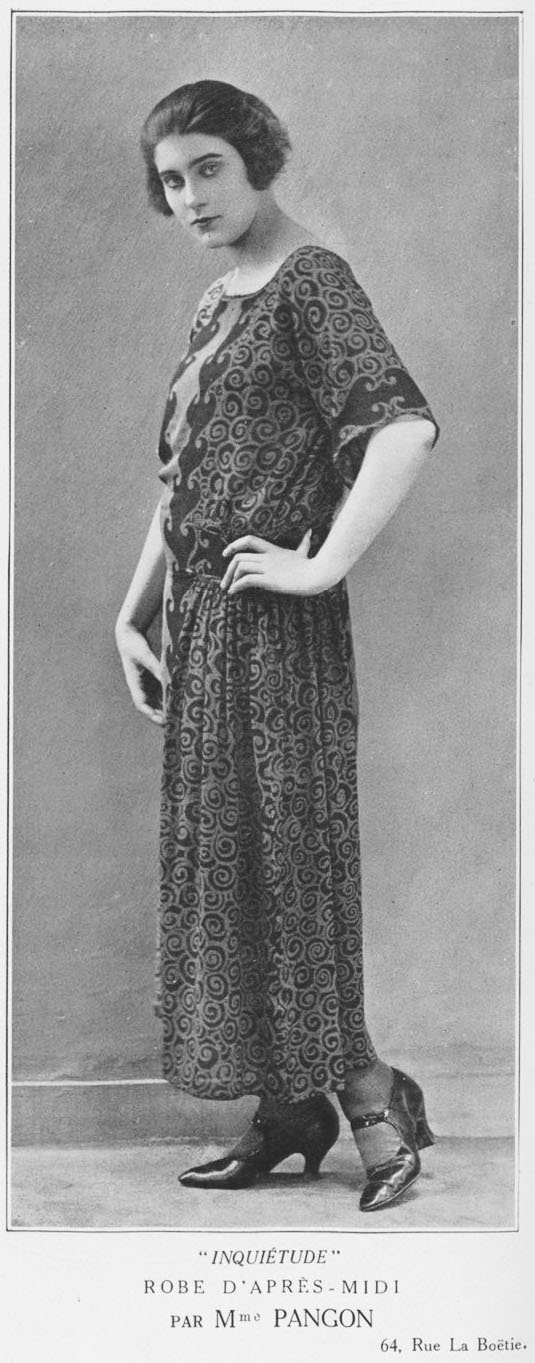
Robe "Inquiétude" de Madame Pangon dans Les Modes Août 1922 nº 219.

## Le Batik Français
Marguerite Pangon visite l’Exposition de 1900 et découvre les batiks ramenés par les hollandais des Indes orientales néerlandaises, l’île de Java appartenant alors au royaume de Hollande depuis 1800. Le Batik est une technique d’impressions de tissus « en réserve » où les motifs sont dessinés à la main avec de la cire avant d’être teinté. La cire est retirée dans un second temps et protège les zones dessinées de la teinture. Ce processus peut être répété plusieurs fois pour créer des motifs complexes. Marguerite Pangon voyage deux fois à Haarlem pour suivre les cours du professeur Lebeau, qui a créé en Hollande une école pour cette technique. En créant sa maison, Marguerite Pangon dépose la marque « Le Batik Français » qu’elle utilisera aux côtés de son nom pour définir et légitimer son œuvre, avec l’ambition d’en faire un métier français. Madame Pangon a créé une école de Batik en 1921 dans ses ateliers de la rue La Boétie. Dans un contexte de tension nationaliste avec les autres pays européens, elle met en avant son ambition face aux tentatives allemandes d’utiliser cette technique d’impression. Chanel a également utilisé du Batik dans certaines de ses collections à la même époque. La technique du Batik se différenciait alors visuellement des productions industrielles par « l’imprévu, l’émotion du coup de pinceau individuel ». En plus d’avoir ajusté la technique du Batik au goût des modes occidentales, Madame Pangon a mis en place des innovations techniques en utilisant le Batik sur des tissus européens comme les étoffes d’ameublement, le velours, la panne, la moquette. Le style original de Madame Pangon peut être rattaché au mouvement Art Déco, à l’orientalisme, aux silhouettes des années 1920.

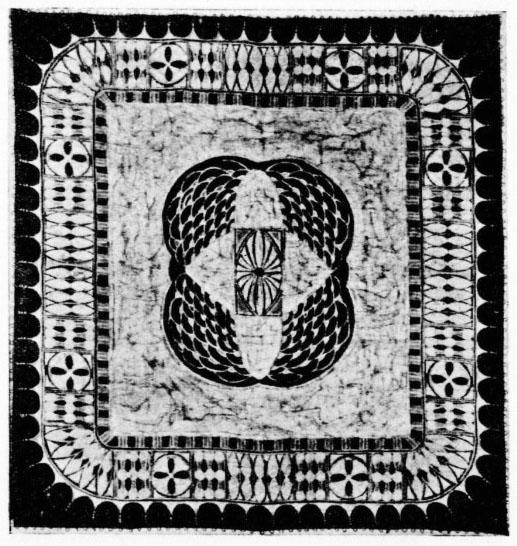
Châle de Madame Pangon créé en batik et publié dans la revue Le carnet des artistes du 15/10/1917

## Expositions
Madame Pangon a exposé des œuvres dans plusieurs grandes expositions :
- Salon des artistes français, 1914[11]
- Musée des Arts décoratifs à l’initiative du comité des dames, 1921[12]
- Salon d’Automne, 1920[13]
- Au Grand Hotel de Biarritz, 1923[9]
- L’exposition des Arts Décoratifs en 1925, avec des objets dans dix-sept endroits différents[6].
- Les expositions dans les salons de la maison Madame Pangon du 64, rue de La Boétie

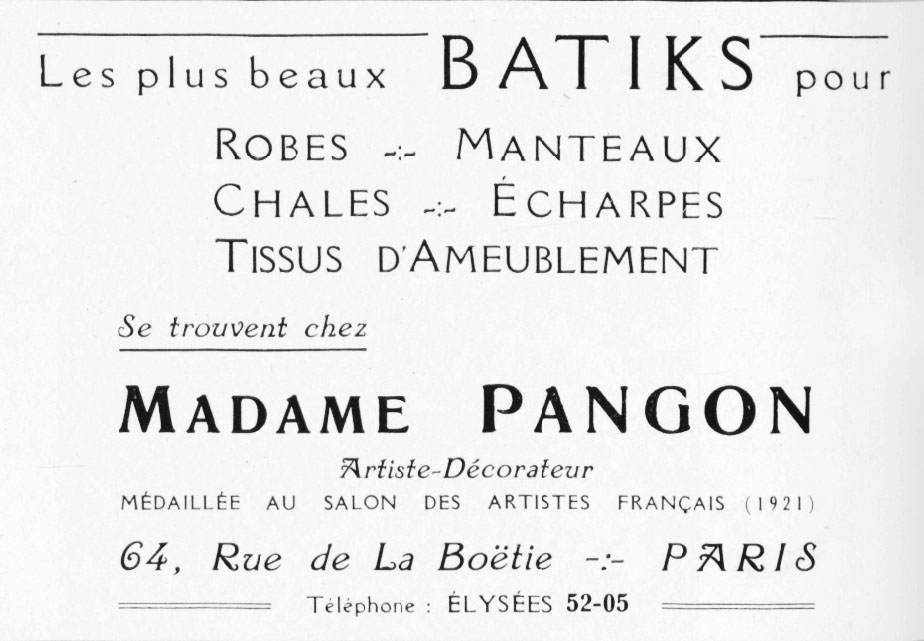
Publicité Madame Pangon dans Les Modes Septembre 1922 n° 220

## L’affaire Pangon - Bob Rooker
Le 1er novembre 1922 meurt d’une crise aiguë d’œdème pulmonaire un jeune peintre hollandais âgé de dix neuf ans, Bob Rooker, le soir du vernissage d’une exposition où Madame Pangon exposait des œuvres supposées avoir été créées par lui sans mentionner son nom,. Bob Rooker travaillait depuis cinq mois au sein de la maison Pangon et avait été licencié deux jours avant le début de l’exposition.

À la suite de cet événement, deux amis du peintre, Guy-Félix Fontenaille, homme de lettres, et Tjerk Bottema, artiste peintre, déposèrent une plainte contre Marguerite Pangon l’accusant d’avoir exposé des œuvres de Bob Rooker sous son propre nom. Marguerite Pangon assigna alors en 100 000 francs de dommages et intérêts ses accusateurs.

La plainte de MM. Guy-Félix Fontenaille et Tjerk Bottema était accompagnée d’un papier affirmant que le style de Bob Rooket était nettement reconnaissable dans les trois panneaux sur lesquels il avait travaillé, signé par plus de 100 artistes et personnalités, dont « MM. Asselin, Charles Guérin, George Dorignac, Ouvré, administrateurs du Salon d’automne ; Derain, Raoul Dufy, Foujita, André Laserre, sociétaires ou membres du Jury ; André Lhote et Monod Hertzen, professeurs à l’École des arts décoratifs, etc. »<En regard de ce papier, Madame Pangon a constitué une liste de plus de cinquante personnes parmi lesquels le Conservateur honoraire des Musées de la ville de Paris « Yvanhoé Rambosson, Montagnac, Raoul Lachenal, Max Blondat, Dubret, J. Mora, Robert Sangouard, Henri Miault, Ch. Fegdal, Emm de Thubert, Marcel Temporal, Émile Hublot ».
Cette affaire centrée autour de la protection intellectuelle a été qualifiée de « grave affaire artistique » par le journal L’Œuvre et de « procès montparnassien » par le journal La Liberté, renvoyant aux quartier du Montparnasse, alors habité par de nombreux artistes,.
L’issue du procès a été favorable à Madame Pangon, Mr Guy-Félix Fontenaille et Tjerk Bottema ayant été condamnés respectivement à 5000 et 3000 francs d’amende.

## Distinctions & honneurs
Madame Pangon est médaillée au salon des artistes français en 1921.
Elle a été récompensée de la Légion d’honneur en 1926.